# 王恩科 (1963年)
王恩科（1963年5月—），华南师范大学教授，主要从事夸克物质理论、有限温度场论领域等方面的研究工作。入选中华人民共和国教育部2008年度"长江学者"特聘教授，享受中国国务院政府特殊津贴。

## 生平
曾就读于华中师范大学粒子物理研究所。随后留校工作，历任华中师范大学物理科学与技术学院院长、校长助理、研究生院院长、副校长。
2017年9月至2023年12月，南下广州，任华南师范大学党委副书记、校长。